# 中国驻利比亚大使列表
本列表为中華民國和中華人民共和國驻利比亚历任大使名录。

## 历任中国驻利比亚大使

### 中华民国驻利比亚大使（1959年－1978年）
1959年中华民国与利比亞建交后，开始派遣驻利比亚大使。1978年9月14日，中华民国与之断交。
| 姓名   | 任命           | 到任          | 递交国书       | 免职           | 离任           | 外交衔级 | 外交职务     | 备注 | 备注 |
| ------ | -------------- | ------------- | -------------- | -------------- | -------------- | -------- | ------------ | ---- | ---- |
| 陈质平 | 1959年8月28日  | 1959年9月11日 | 1959年11月5日  | 1965年5月24日  | 1965年6月30日  | 大使     | 特命全权大使 |      |      |
| 王季征 | 1965年5月24日  | 1965年8月23日 | 1965年10月15日 | 1968年10月30日 | 1968年11月16日 | 大使     | 特命全权大使 |      |      |
| 蔡葩   | 1968年10月30日 | 1968年12月2日 | 1969年1月27日  | 1978年11月24日 | 1978年11月8日  | 大使     | 特命全权大使 |      |      |

### 中华人民共和国驻利比亚大使（1979年至今）
1978年8月9日，中华人民共和国与利比亚建交，次年起开始派遣驻利比亚大使。2014年7月，利比亚国内动乱，中国大使馆随各国使馆一道撤退至突尼斯。
| 姓名   | 任命           | 任命           | 到任           | 递交国书      | 免职           | 免职           | 离任       | 外交衔级 | 外交职务     | 备注     |
| 姓名   | 全国人大常委会 | 主席           | 到任           | 递交国书      | 全国人大常委会 | 主席           | 离任       | 外交衔级 | 外交职务     | 备注     |
| ------ | -------------- | -------------- | -------------- | ------------- | -------------- | -------------- | ---------- | -------- | ------------ | -------- |
| 路德芳 | 不適用         | 不適用         | 1979年3月      |               | 不適用         | 不適用         | 1979年9月  | 参赞     | 临时代办     | 筹备开馆 |
| 裴坚章 | 1979年4月3日   | 不適用         | 1979年9月6日   | 1979年9月17日 | 1984年11月14日 | 1985年5月7日   | 1984年11月 | 大使     | 特命全权大使 |          |
| 杨虎山 | 1984年11月14日 | 1985年5月7日   | 1985年2月      | 1985年3月9日  | 1989年2月21日  | 1989年6月27日  | 1989年5月  | 大使     | 特命全权大使 |          |
| 王厚立 | 1989年2月21日  | 1989年6月27日  | 1989年8月4日   | 1989年8月14日 | 1994年7月5日   | 1994年10月19日 | 1994年10月 | 大使     | 特命全权大使 |          |
| 秦鸿国 | 1994年7月5日   | 1994年10月19日 | 1994年11月12日 | 1994年12月6日 | 1997年7月3日   | 1997年12月16日 | 1997年11月 | 大使     | 特命全权大使 |          |
| 翟隽   | 1997年7月3日   | 1997年12月16日 | 1997年12月1日  | 1997年12月4日 | 2000年4月29日  | 2000年8月25日  | 2000年6月  | 大使     | 特命全权大使 |          |
| 罗兴武 | 2000年4月29日  | 2000年8月25日  | 2000年8月4日   | 2000年8月22日 | 2003年6月28日  | 2003年9月28日  | 2003年8月  | 大使     | 特命全权大使 |          |
| 黄杰民 | 2003年6月28日  | 2003年9月28日  | 2003年9月13日  | 2003年9月17日 | 2008年2月28日  | 2008年6月5日   | 2008年4月  | 大使     | 特命全权大使 |          |
| 王旺生 | 2008年2月28日  | 2008年6月5日   | 2008年6月7日   | 2008年6月9日  | 2013年2月27日  | 2013年7月31日  | 2013年7月  | 大使     | 特命全权大使 |          |
| 李志国 | 2013年2月27日  | 2013年7月31日  | 2013年8月6日   | 2013年8月28日 |                |                | 2017年7月  | 大使     | 特命全权大使 |          |
| 王奇敏 | 不適用         | 不適用         | 2017年7月      |               | 不適用         | 不適用         | 2023年1月  | 参赞     | 临时代办     |          |
| 刘健   | 不適用         | 不適用         | 2023年         |               | 现任           |                |            |          | 临时代办     |          |